# Жан Ож'є де Гомбо
Жан Ож'є де Гомбо́ (* 1576, Сент-Жуст-Лузак, нині Приморська Шаранта — 1666, Париж) — французький письменник. Член Французької академії.

## Біографія
Де Гомбалд походив із родини гугенотів. Ймовірно, він закінчив навчання в Бордо. Потім переїхав до Парижа. Близько 1610 року став фаворитом королеви Марії де Медічі.
Під час суперечки про «Сіда» 1637 року став на бік П'єра Корнеля.
Коли 1634 року Кардинал Рішельє заснував Французьку академію, де Гомбо став одним із перших її членів (крісло 5). 1666 року, після смерті де Гомбо в академії його замінив Поль Таллеман Молодший.
Ббарокова поезія Де Гомбо нагадувала твори поета Жана Берто і була своєрідним контрапунктом до «світсько-фривольного» напрямку тогочасної поезії. Де Гомбо був одним з останніх завсідників салону Маркізи де Рамбує .

## Вибрані твори
- L'Amaranthe. пастораль. 1631.
- Les Danaïdes. трагедія 1658.
- L'Endimion. 1624 (роман із ключем)
- Épigrammes. 1658.
- Lettres. 1647.
- Poésies. 1646.
- Traitez et Lettres touchant la religion. 1667.